# Alexander Kanoldt
Alexander Kanoldt, nemški slikar in grafik, * 29. september 1881, Karlsruhe, † 24. januar 1939, Berlin.
Alexander Kanoldt je bil slikar magičnega realizma in nove stvarnosti. Bil je odličen krajinar in slikar tihožitij. Vodil je tudi lastno slikarsko šolo
Nekatera njegova znana dela so: Begonije, Olevano, Pogled na Belagro, Telegrafske žice v ivju in Rdeči pas